# Neodora cretacea
Neodora cretacea är en fjärilsart som beskrevs av W. Warren 1901. Neodora cretacea ingår i släktet Neodora och familjen mätare. Inga underarter finns listade i Catalogue of Life.